# Powiersze
Powiersze (deutsch Powarschen) ist ein Ort in der polnischen Woiwodschaft Ermland-Masuren. Er gehört zur Gmina Górowo Iławeckie (Landgemeinde Landsberg (Ostpreußen)) im Powiat Bartoszycki (Kreis Bartenstein (Ostpr.)).

## Geographische Lage
Powiersze liegt östlich der Elma (deutsch Elm) in der nördlichen Mitte der Woiwodschaft Ermland-Masuren, 19 Kilometer südlich der früheren und heute auf russischem Hoheitsgebiet gelegenen Kreisstadt Preußisch Eylau (russisch Bagrationowsk) bzw. 16 Kilometer südwestlich der heutigen Kreismetropole Bartoszyce (deutsch Bartenstein).

## Geschichte
In einer Aufstellung des Kammeramtes Worienen (polnisch Woryny) der Komturei Balga wurde der damalige Namen des Gutes Powersen 1437 erstmals urkundlich erwähnt. Nach 1437 hieß das Gut Powarsen und nach 1785 Powarschen.
Gegen Ende des 15. Jahrhunderts kamen die Ländereien in den Besitz einer Familie Tolcke, die es an Eberhard von Tettau-Tolks 1533 verkaufte, in dessen Familie es über 300 Jahre lang blieb. 1830 kam Powarschen mit seinen Vorwerken Grauschienen (polnisch Gruszynki) und Schwollmen (Swalmy) an die Landschaftsrätin von Bergfeldt, die sich jedoch bald wieder davon trennte.
Im Jahre 1874 kam deer Gutsbezirk Powarschen mit seinen Ortsteilen zum neu gebildeten Amtsbezirk Reddenau (polnisch Rodnowo) im ostpreußischen Kreis Preußisch Eylau.
1879 war das Gut Powarschen mit einer Größe von 317 Hektar im Besitz von Heinrich Dorguth, dessen Witwe es im Oktober 1909 an Wilhelm Strüvy in Peisten (polnisch Piasty Wielkie) veräußerte, in dessen Besitz es bis 1945 blieb.
Im Jahre 1889 war Powarschen ein Landgut, das zusammen mit den Gütern Grauschienen, Wienen B und Schwollmen eine Fläche von 646 Hektar umfasste. 157 Einwohner bewohnten im Jahre 1910 den Gutsbezirk Powarschen. Am 9. Juli 1919 wurde das Gut Wienen B aus dem Gutsbezirk Powarschen aus- und in die Landgemeinde Reddenau (polnisch Rodnowo) eingegliedert. Am 2. August 1830 wurde das Gut Schwollmen, das bisher zum Amtsbezirk Nerfken (polnisch Nerwiki) gehörte in den Amtsbezirk Reddenau umgegliedert.
Im Jahre 1933 zählte der Gutsbezirk Powarschen 135, im Jahre 1939 116 Einwohner.
Am 5. Februar 1945 wurde Powarschen von der Roten Armee besetzt. Die Gebäude überstanden den Krieg ohne sichtbare äußere Schäden. Das Herrenhaus soll heute unter Denkmalschutz stehen. Im gleichen Jahre wurde das gesamte südliche Ostpreußen an Polen abgetreten. Powarschen erhielt die polnische Namensform „Powiersze“. Heute ist der Ort Teil der Gmina Górowo Iławeckie (Landgemeinde Landsberg (Ostpreußen)) im Powiat Bartoszycki (Kreis Bartenstein (Ostpr.)), von 1975 bis 1998 der Woiwodschaft Olsztyn, seither der Woiwodschaft Ermland-Masuren zugehörig. Im Jahre 2021 zählte Powiersze 5 Einwohner.

## Religion

### Christentum
Bis 1945 war Powarschen in die evangelische Kirche Reddenau (polnisch Rodnowo) in der Kirchenprovinz Ostpreußen der Kirche der Altpreußischen Union, außerdem in die römisch-katholische Kirche in Landsberg (Ostpreußen) (polnisch Górowo Iławeckie) im damaligen Bistum Ermland eingepfarrt.
Heute gehört Powiersze katholischerseits zur Kirche Mutter Gottes vom Skapulier in Rodnowo im jetzigen Erzbistum Ermland, evangelischerseits zur Stadt Bartoszyce, einer Filialgemeinde der Johanneskirche in Kętrzyn (Rastenburg) in der Diözese Masuren der Evangelisch-Augsburgischen Kirche in Polen.

## Verkehr
Powiersze liegt ein wenig abseits vom Verkehrsgeschehen, ist aber vom Nachbarort Kicina (Liebhausen) über eine Nebenstraße zu erreichen. Eine Bahnanbindung besteht nicht.